# Leccinum
Leccinum ist eine Pilzgattung aus der Familie der Dickröhrlingsverwandten (Boletaceae). Die Arten der Gattungen Leccinum und Leccinellum werden im deutschen Sprachraum aufgrund der schuppigen/rauen Stieloberfläche auch als „Raufüße“, kurz für „Raufußröhrlinge“, oder „Raustielröhrlinge“ bezeichnet.
Die Typusart ist die Laubwald- oder Eichen-Rotkappe (Leccinum aurantiacum).

## Merkmale

### Makroskopische Merkmale
Leccinum-Arten sind mittlere bis große Dickröhrlingsverwandte, meist lang halbkugelig bleibend und mit rauschuppigem oder -flockigem Stiel. Die Hüte sind hauptsächlich orange bis orangebraun oder grau bis graubraun getönt, oft mit feinfilziger Oberfläche. Auch weißliche Hutfarben sind möglich. Die Röhren sind mindestens leicht, in der Regel tief ausgebuchtet bis aufsteigend angewachsen oder fast frei. Junge Exemplare haben bisweilen etwas bauchige Stiele, später herrschen relativ lange, zylindrische bis leicht keulige Formen vor. Der Geruch ist unauffällig, bisweilen schwach pilzig, der Geschmack mild, höchstens leicht säuerlich. Beim Anschneiden oder Brechen zeigt das Trama vieler Arten rote, rosa, blaue, grüne oder schwarze Verfärbungen. Das Sporenpulver ist gelbolivlich bis bräunlich gefärbt.

### Mikroskopische Merkmale
Die Sporen sind länglich-spindelig und glatt.

## Ökologie
Die Raufußröhrlinge aus der Gattung Leccinum sind Mykorrhizapilze, die teilweise eng an bestimmte Baumarten gebunden sind. Die Arten sind holarktisch verbreitet, aus den Tropen sind nur wenige Arten bekannt.

## Arten
Für Europa sind folgende Arten bekannt bzw. zu erwarten:
| Raufußröhrlinge (Leccinum) in Europa |                           |                                                 |
| \| Deutscher Name \| Wissenschaftlicher Name \| Autorenzitat \| \| ------------------------------------------------- \| ------------------------- \| ----------------------------------------------- \| \| Lederblasser Raufuß \| Leccinum alboroseolum \| (J. Blum 1970) Lannoy & Estadès 1994 \| \| Weißstielige Rotkappe Espen-Rotkappe \| Leccinum leucopodium \| (Persoon 1800) Dörfelt & G. Berg 1990 \| \| Laubwald-Rotkappe Eichen-Rotkappe \| Leccinum aurantiacum \| (Bulliard 1785) Gray 1821 \| \| Kaffeebrauner Raufuß \| Leccinum coffeatum \| A.H. Smith & Thiers 1971 \| \| Blaufüßiger oder Wollstieliger Birkenpilz \| Leccinum cyaneobasileucum \| Lannoy & Estadès 1991 \| \| Pappel-Raufuß \| Leccinum duriusculum \| (Schulzer 1874) Singer 1947 \| \| Moor-Birkenpilz \| Leccinum holopus \| (Rostkovius 1844) Watling 1960 \| \| Dunkler Raufuß \| Leccinum melaneum \| (Smotlacha 1951) Pilát & Dermek 1974 \| \| Schwammiger Raufuß \| Leccinum molle \| (Bon 1984) Bon 1989 (nom. dub.) \| \| Fichten-Rotkappe \| Leccinum piceinum \| Pilát & Dermek 1974 \| \| Zwergbirken-Raufuß \| Leccinum rotundifoliae \| (Singer 1938) A.H. Smith, Thiers & Watling 1967 \| \| Gemeiner Birkenpilz \| Leccinum scabrum \| (Bulliard 1783 : Fries 1821) Gray 1821 \| \| Schiefer-Raufuß \| Leccinum schistophilum \| Bon 1981 \| \| Umberbräunlicher Raufuß \| Leccinum umbrinoides \| (J. Blum 1970) Lannoy & Estadès 1991 \| \| Vielverfärbender Birkenpilz Gefleckter Birkenpilz \| Leccinum variicolor \| Watling 1969 \| \| Birken-Rotkappe Schwarzschuppige Rotkappe \| Leccinum versipelle \| (Fries & Hök 1835) Snell 1944 \| \| Nadelwald-Rotkappe Kiefern-Rotkappe \| Leccinum vulpinum \| Watling 1961 \| |                           |                                                 |
| Deutscher Name | Wissenschaftlicher Name   | Autorenzitat                                    |
| Lederblasser Raufuß | Leccinum alboroseolum     | (J. Blum 1970) Lannoy & Estadès 1994            |
| Weißstielige Rotkappe Espen-Rotkappe | Leccinum leucopodium      | (Persoon 1800) Dörfelt & G. Berg 1990           |
| Laubwald-Rotkappe Eichen-Rotkappe | Leccinum aurantiacum      | (Bulliard 1785) Gray 1821                       |
| Kaffeebrauner Raufuß | Leccinum coffeatum        | A.H. Smith & Thiers 1971                        |
| Blaufüßiger oder Wollstieliger Birkenpilz | Leccinum cyaneobasileucum | Lannoy & Estadès 1991                           |
| Pappel-Raufuß | Leccinum duriusculum      | (Schulzer 1874) Singer 1947                     |
| Moor-Birkenpilz | Leccinum holopus          | (Rostkovius 1844) Watling 1960                  |
| Dunkler Raufuß | Leccinum melaneum         | (Smotlacha 1951) Pilát & Dermek 1974            |
| Schwammiger Raufuß | Leccinum molle            | (Bon 1984) Bon 1989 (nom. dub.)                 |
| Fichten-Rotkappe | Leccinum piceinum         | Pilát & Dermek 1974                             |
| Zwergbirken-Raufuß | Leccinum rotundifoliae    | (Singer 1938) A.H. Smith, Thiers & Watling 1967 |
| Gemeiner Birkenpilz | Leccinum scabrum          | (Bulliard 1783 : Fries 1821) Gray 1821          |
| Schiefer-Raufuß | Leccinum schistophilum    | Bon 1981                                        |
| Umberbräunlicher Raufuß | Leccinum umbrinoides      | (J. Blum 1970) Lannoy & Estadès 1991            |
| Vielverfärbender Birkenpilz Gefleckter Birkenpilz | Leccinum variicolor       | Watling 1969                                    |
| Birken-Rotkappe Schwarzschuppige Rotkappe | Leccinum versipelle       | (Fries & Hök 1835) Snell 1944                   |
| Nadelwald-Rotkappe Kiefern-Rotkappe | Leccinum vulpinum         | Watling 1961                                    |

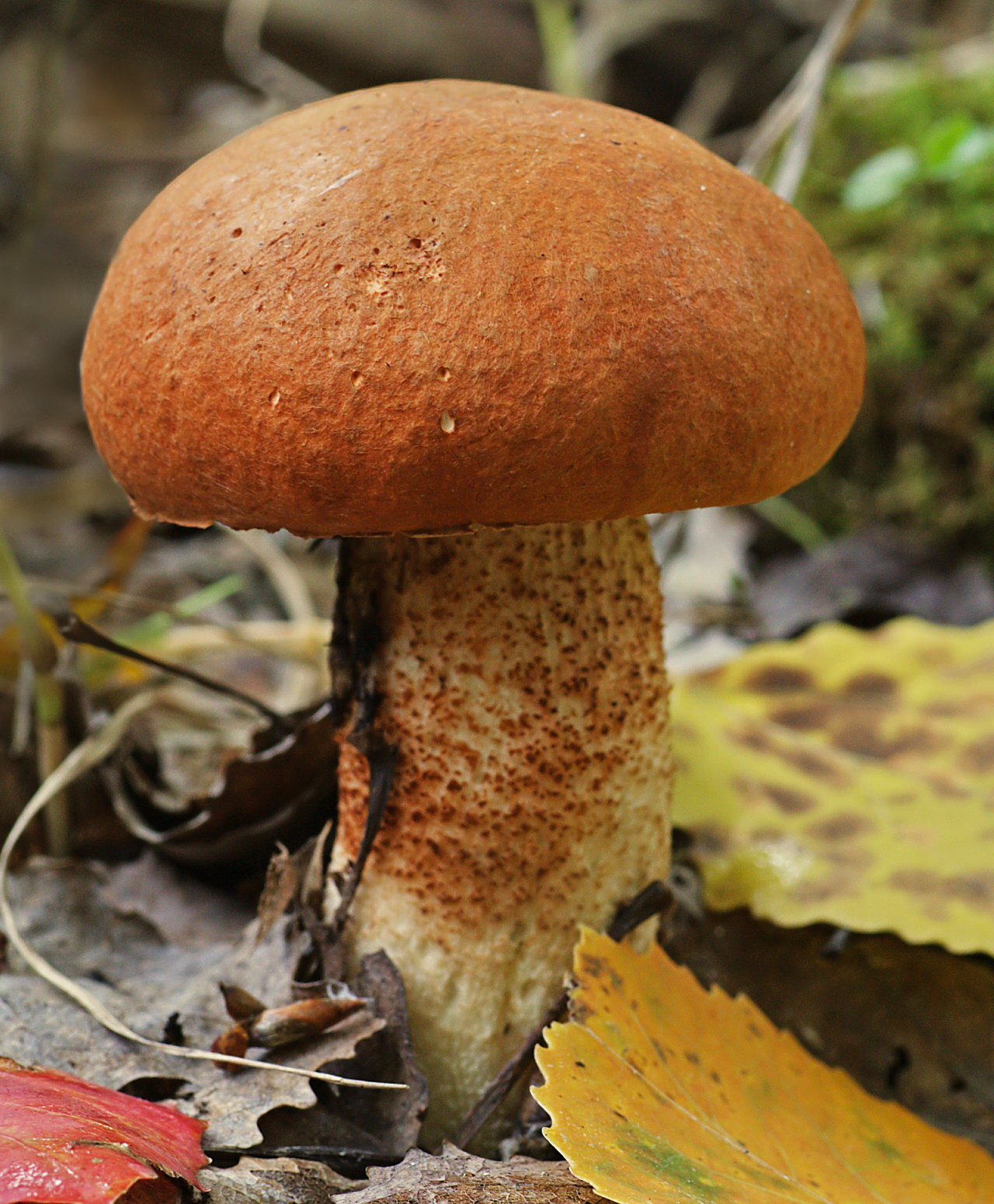
Laubwald-Rotkappe Leccinum aurantiacum
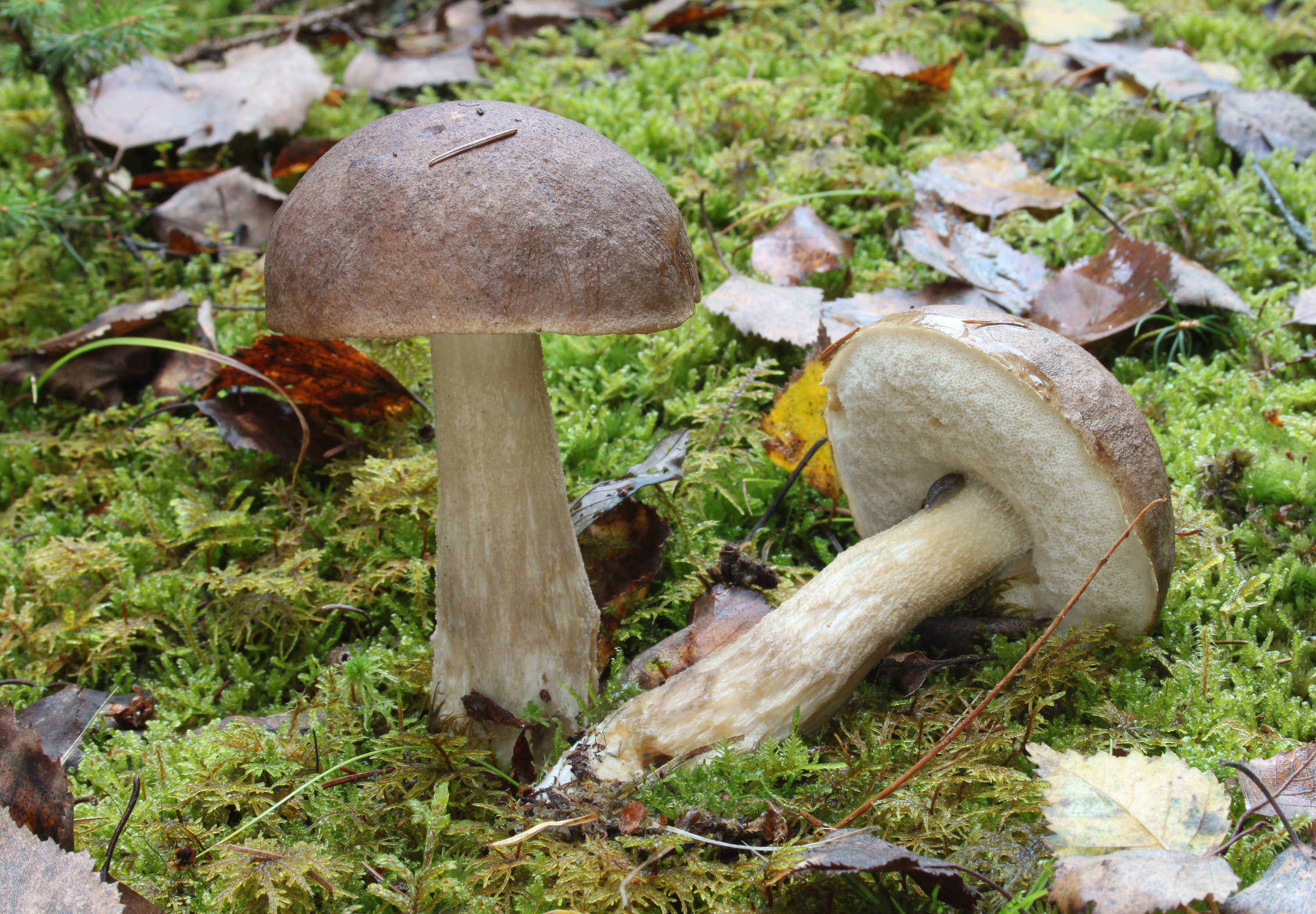
Wollstieliger Raufuß Leccinum cyaneobasileucum
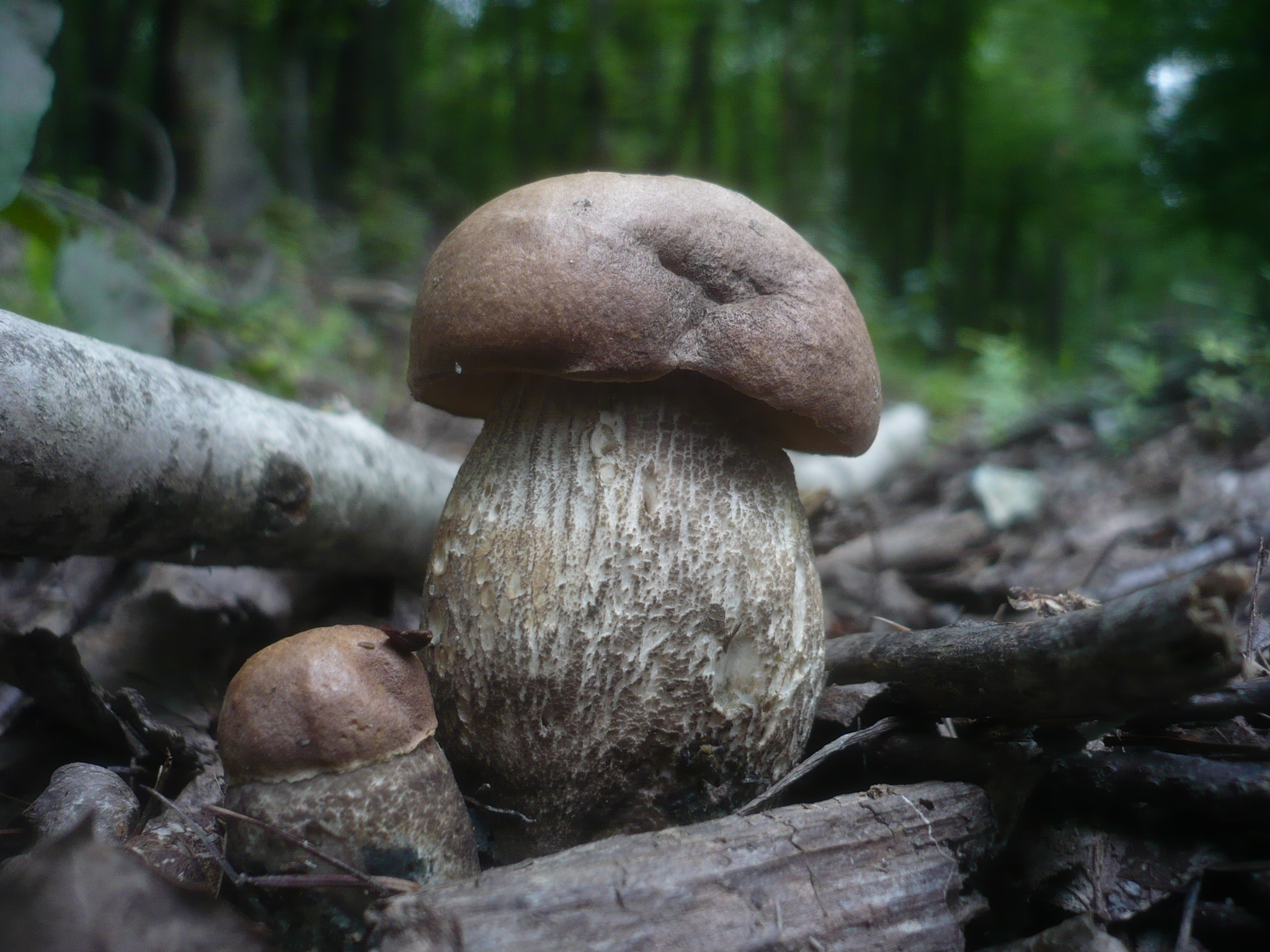
Pappel-Raufuß Leccinum duriusculum
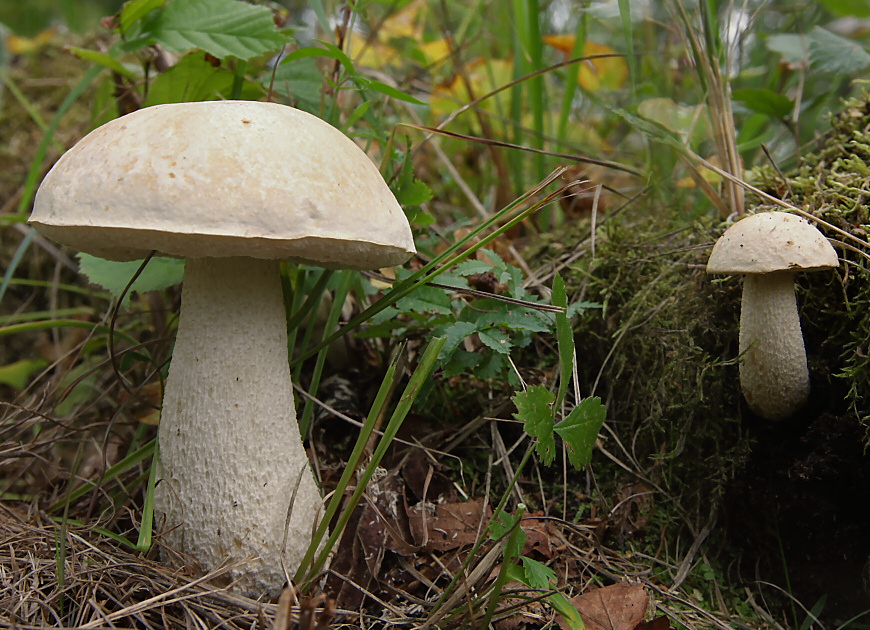
Moor-Birkenpilz Leccinum holopus
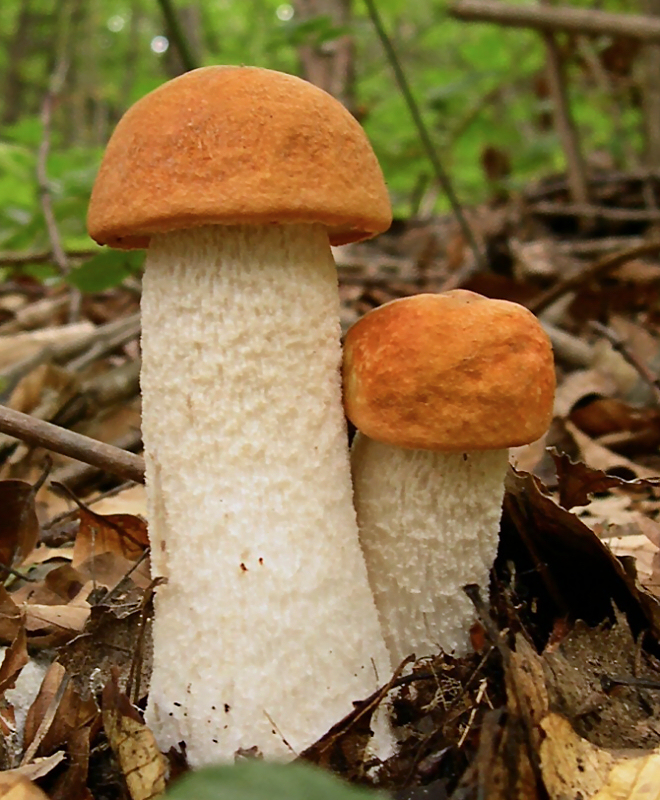
Weißstielige Rotkappe Leccinum leucopodium
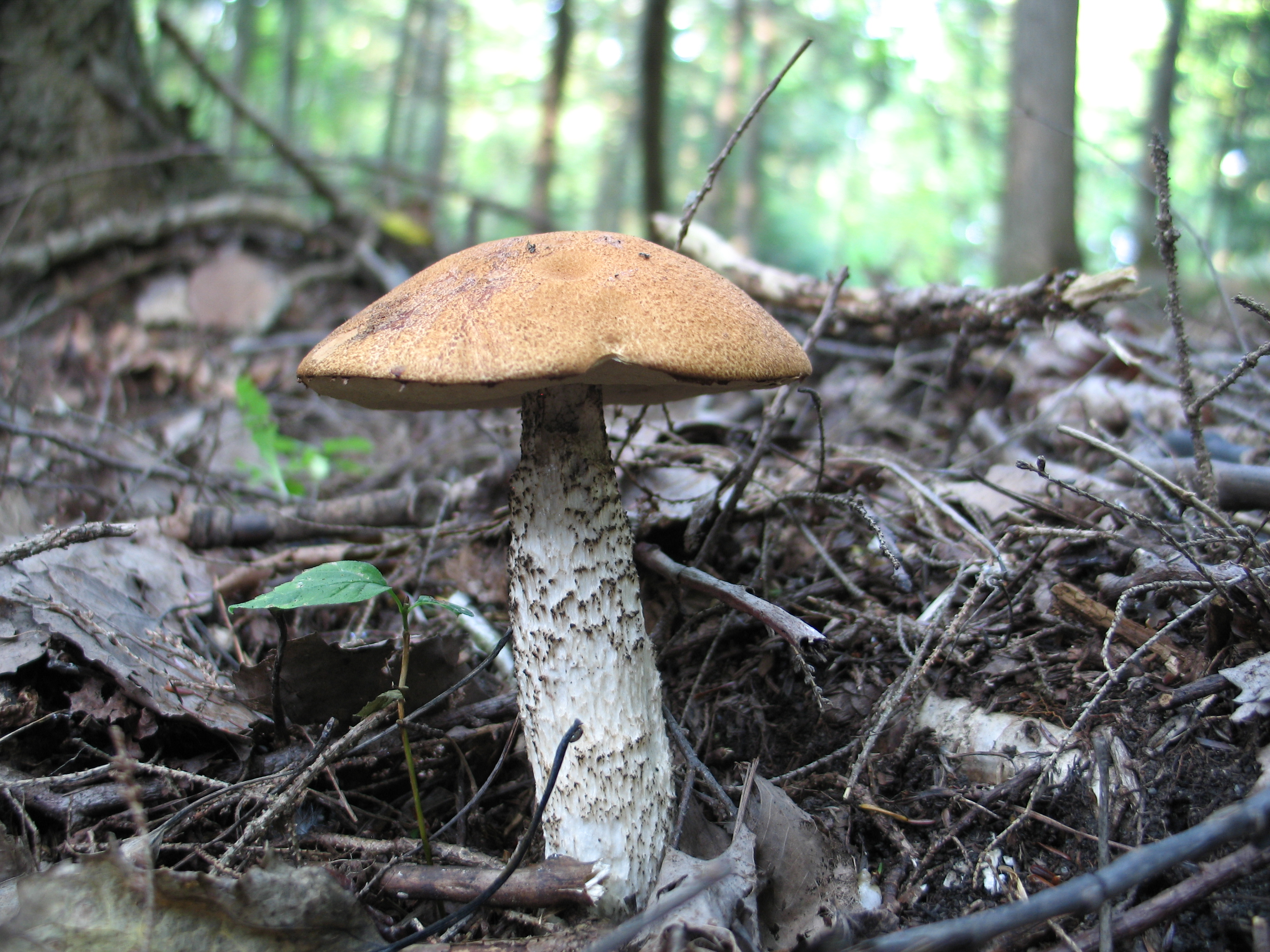
Fichten-Rotkappe Leccinum piceinum
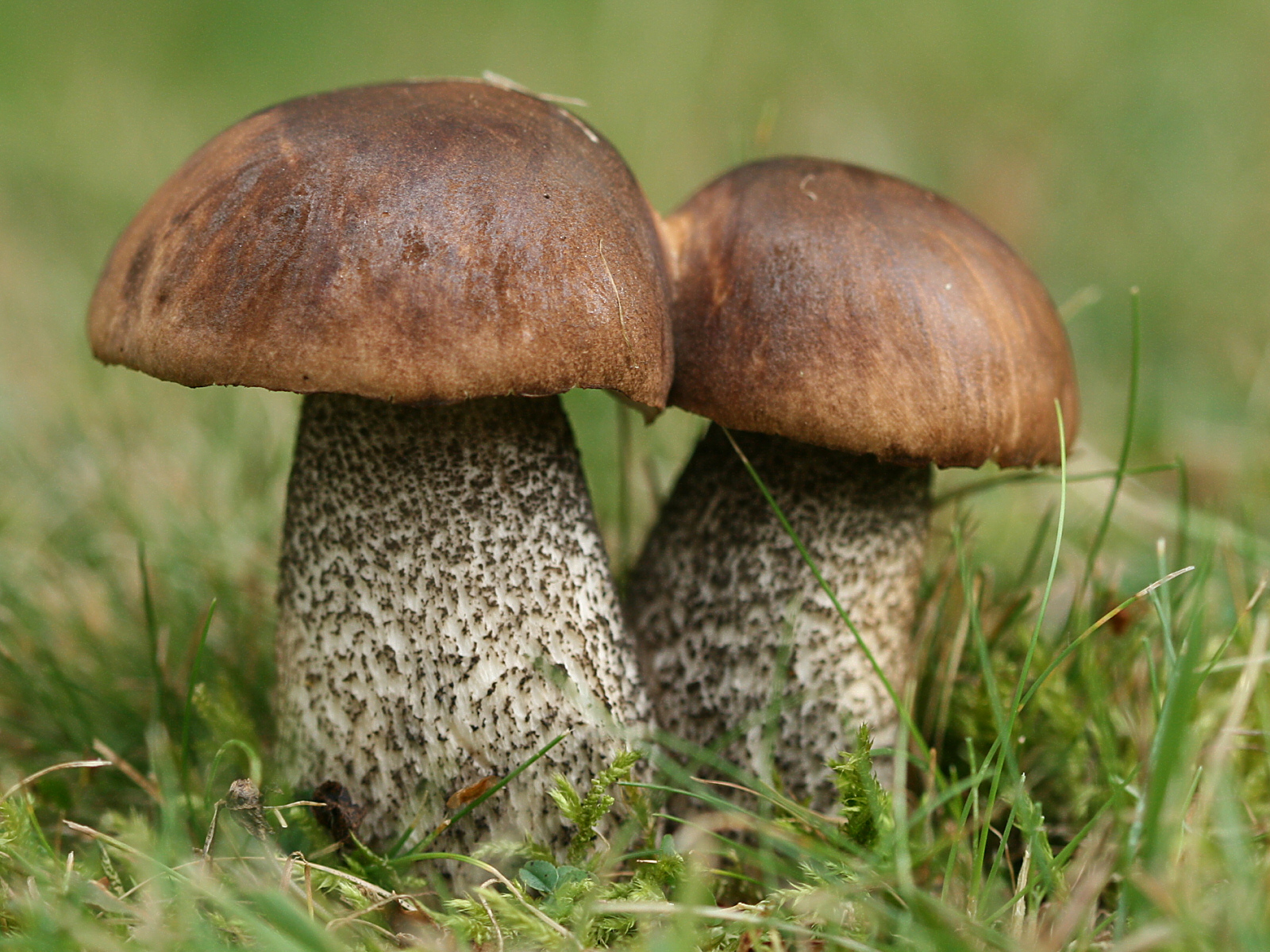
Gemeiner Birkenpilz Leccinum scabrum
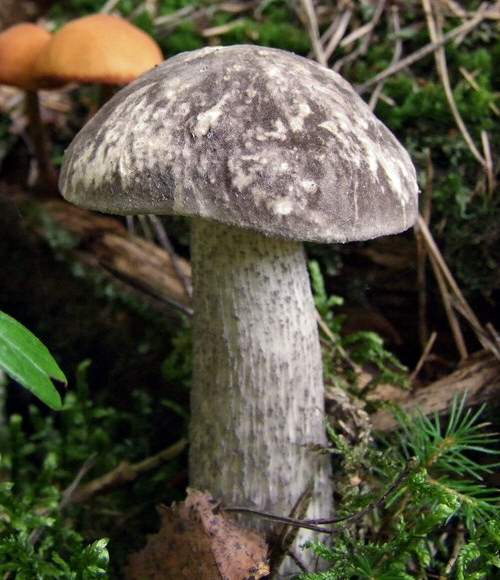
Vielverfärbender Birkenpilz Leccinum variicolor
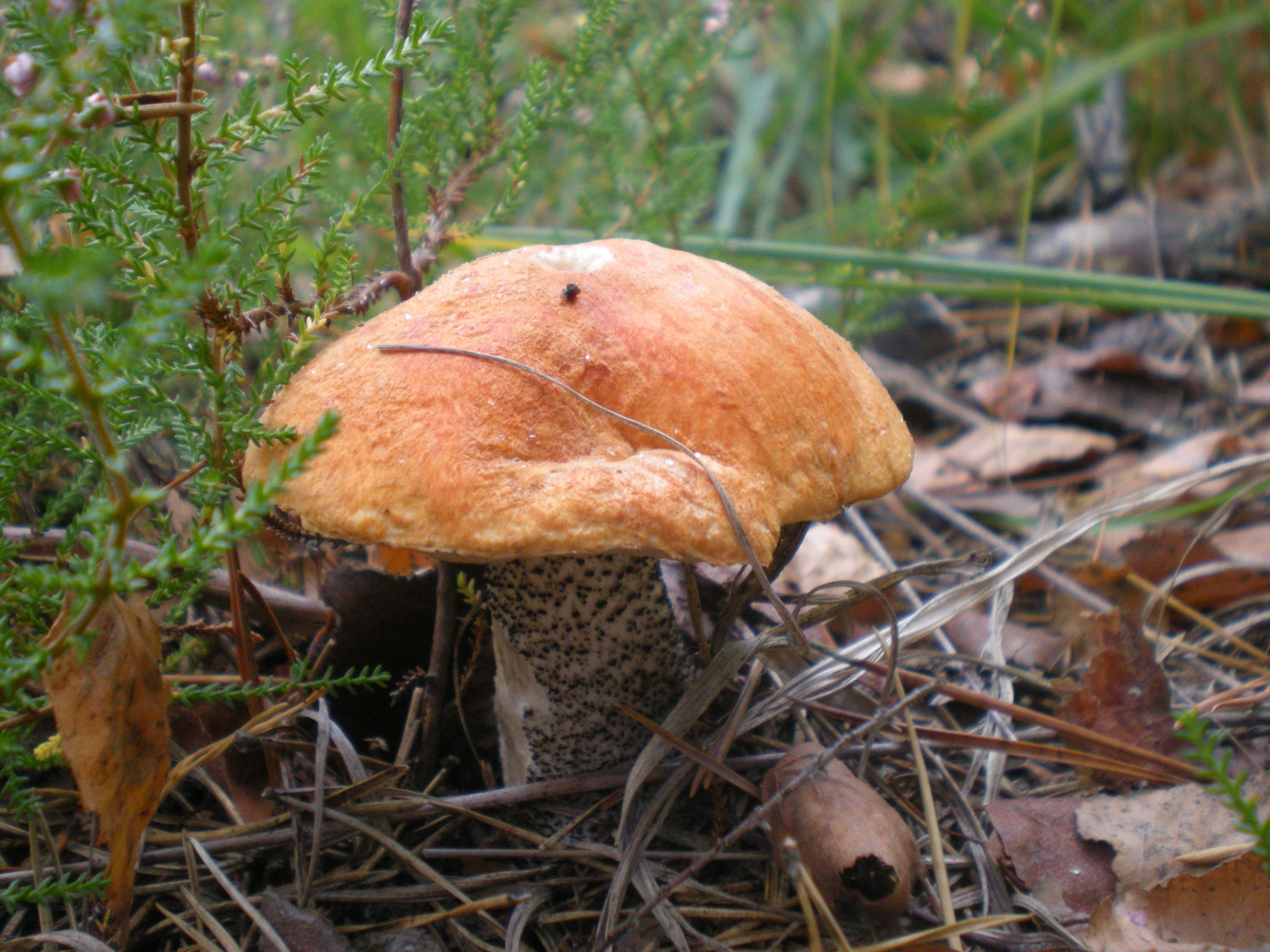
Birken-Rotkappe Leccinum versipelle
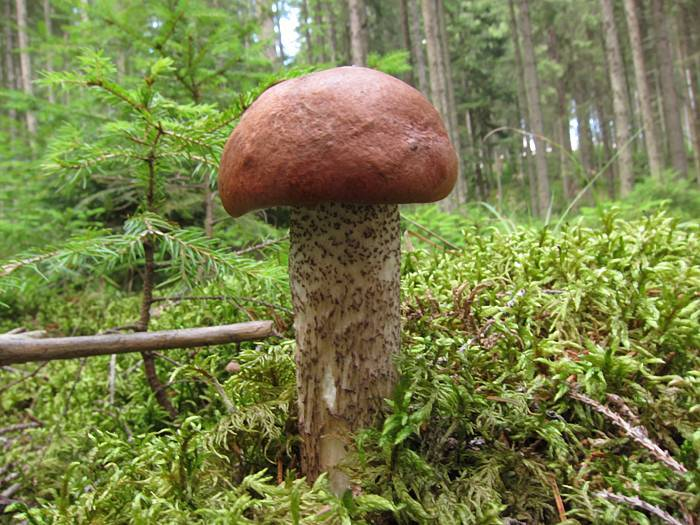
Nadelwald-Rotkappe Leccinum vulpinum

## Systematik
Die genaue Artenzahl der Gattung ist umstritten, da die Abgrenzung der Arten teilweise schwierig ist. Weltweit umfasst die Gattung etwa 50 Arten, von denen etwa 20 in Mitteleuropa vorkommen. Unterschieden werden die Gruppen der Rotkappen und der Birkenpilze, wobei die Merkmale zur Zuordnung nicht immer auf alle Arten der jeweiligen Gruppe zutreffen.
Die Rotkappen zeigen meist eine dunkelgraue, schwarzviolette oder schwarze Verfärbung des Fleisches bei Verletzungen, wobei eine rosa- oder lachsfarbene Zwischenverfärbung vorhanden sein kann. Die Huthaut der Rotkappen hängt meist einige mm über den Hutrand. Arten dieser Gruppe sind mit verschiedenen Baumarten assoziiert. Die Fruchtkörper der Rotkappen sind meist kräftig, robuster, dickfleischiger und -stieliger als die Birkenpilze.
Die Gruppe der Birkenpilze umfasst meist weiß- bis braunhütige Arten, deren Huthaut nicht über den Hutrand hinausgeht. Die Trama verfärbt nach Anschneiden nicht dunkel, sondern ist unveränderlich oder verfärbt sich nur rosa oder rötlich. Die Arten dieser Gruppe sind meist mit Birkenarten assoziiert.
Die Artengruppe mit gelbem Pigment wurde in die Gattung Leccinellum separiert.

## Bedeutung
Alle Leccinum-Arten sind essbar, sind aber zum großen Teil selten oder ohne besonderen Wert. Einige Arten sind geschätzte Speisepilze. Alle Arten der Gattung stehen in Deutschland unter Naturschutz und dürfen nur in kleinen Mengen zum eigenen Verbrauch gesammelt werden.